# Franz Beckert
Franz Beckert (Titisee-Neustadt, Alemania, 22 de marzo de 1907-ibídem, 7 de septiembre de 1973) fue un gimnasta artístico alemán, campeón olímpico en Berlín 1936 en el concurso por equipos.

## Carrera deportiva
En las Olimpiadas de Berlín de 1936 ayuda a su equipo a conseguir el oro en el concurso por equipos, quedando situados en el podio por delante de suizos y finlandeses, y siendo sus compañeros: Konrad Frey, Alfred Schwarzmann, Willi Stadel, Inno Stangl, Walter Steffens, Matthias Volz y Ernst Winter.